# 四川剪股颖
四川剪股颖（学名：Agrostis clavata var. szechuanica）为禾本科剪股颖属下的一个变种。